# 경산신문
《경산신문》은 현재 발간 중인 대한민국 신문 중 하나로, 일시적으로 《성암신문》 제호로 발간하였다. 경상북도 지역신문사 중 하나로, 사옥은 경상북도 경산시 서상동에 있다.
경산신문은 성암신문으로 창간되었으며, 1992년 10월에 경산향토신문으로 제호 변경 후 2002년에 다시 한번 제호 변경을 함으로서 지금의 경산신문이 탄생하였다.
경산신문사는 경산문화유적답사, 어머니자녀지도교실, 경산시민 한마은 걷기대회, 경산시경계일주산행 등 다양한 사회 사업을 시행하고 있다. 2004년 5월, GSN경산뉴스 개국으로 첫 방송사업을 시작하였다.

## 역사
1991년 7월 31일, 《성암신문사》로 창사했다. 경산신문은 민주국가의 지방자치회시대의 지역 언론으로서 여론 형성이라는 신문의 공공적 기능과 역할을 수행 하기 위하여 달성 서 씨 현감공파 입향조인 동고(東皐) 서사선 선생의 14세 종손 서재승(경산신문 초대회장)의 도움을 받아 창간하였다. 또한, 창사자인 서재승 초대회장의 장남은 아진그룹의 서중호 회장이다.

## 연혁
- 1991년 7월 31일 ㈜성암신문사 창사
- 1992년 3월 7일 성암신문 창간 (타블로이드판 8면)
- 1992년 9월 제호 변경 (경산향토신문)
- 1995년 1월 자체 전산편집((오토페이지)
- 1996년 8월 종별 변경 (특수주간지 - 일반주간지)
- 1997년 5월 전산편집시스템 변경 (매킨토시)
- 2002년 9월 상호/제호 변경 (경산신문)
- 2004년 5월 인터넷 방송국 창설 (GSN경산뉴스)
- 2007년 3월 경산신문 창간 15주년기념식 및 제1회 경산신문의 날 행사 개최